# Grace Mahary
Grace Mahary (23 de mayo de 1989) es una modelo canadiense.

## Carrera
En 2005, ganó el Elle Canada/Quebec Model Search y empezó a modelar al año siguiente.
En 2009, protagonizó el videoclip de Trey Songz, I Invented Sex/Say Aah.
En 2011, viajó a Paris para conenzar una carrera internacional en el modelaje. Su momento le llegó en marzo de 2012, cuando desfiló para Givenchy como una exclusiva.
En 2014, desfiló en el Victoria's Secret Fashion Show.
Ha participado en anuncios de Bergdorf Goodman, Carolina Herrera, Gap, Hugo Boss, Michael Kors, Nordstrom, Opening Ceremony y Prabal Gurung.
A través de su carrera, ha desfilado en más de 200 pasarelas incluyendo 3.1 Phillip Lim, Alberta Ferretti, Alexander Wang, Alexandre Vauthier, Altuzarra, Balenciaga, Balmain, BCBG Max Azria, Bottega Veneta, Céline, Chanel, Christopher Kane, Diane von Fürstenberg, Diesel Black Gold, Dior, DKNY, Dries van Noten, Dsquared2, EDUN, Emilio Pucci, Erdem, Ermanno Scervino, Fendi, Gareth Pugh, Giles, Giorgio Armani, Givenchy, H&M, Helmut Lang, Hervé Léger, Hugo Boss, Hussein Chalayan, Isabel Marant, Jill Stuart, Jonathan Saunders, Kenneth Cole, Kenzo, L'Wren Scott, Lacoste, Lanvin, LOEWE, Louis Vuitton, Maison Martin Margiela, Marc Jacobs, Mary Katrantzou, Matthew Williamson, Max Mara, Michael Kors, Miu Miu, Moschino, Narciso Rodriguez, Nina Ricci, Oscar de la Renta, Paco Rabanne, Paul & Joe, Peter Som, Philip Treacy, Philipp Plein, Prabal Gurung, Prada,Proenza Schouler, Reed Krakoff, Richard Chai, Richard Nicoll, Roberto Cavalli, Salvatore Ferragamo, Tommy Hilfiger, Topshop, Valentino, Vera Wang, Victoria's Secret, Viktor & Rolf, Y-3, Yigal Azrouël, Yves Saint Laurent, Zac Posen.
Figuró en la portada de The Edit y Elle (Canadá), y apareció en las editoriales de CR Fashion Book, Dressed to Kill, Elle, Garage, Glamour, i-D, Interview, Lurve, Numéro, Pop, Portrait, Vogue, Vogue Italia y W.